# 5379 Abehiroshi
5379 Abehiroshi este un asteroid din centura principală de asteroizi.

## Descriere
5379 Abehiroshi este un asteroid din centura principală de asteroizi. A fost descoperit pe 16 aprilie 1991 la Kiyosato de Satoru Ōtomo și Osamu Muramatsu. Asteroidul prezintă o orbită caracterizată de o semiaxă mare de 2,40 ua, o excentricitate de 0,06 și o înclinație de 3,8° în raport cu ecliptica.